# Pływanie synchroniczne na Letnich Igrzyskach Olimpijskich 1984 – duety
Duety – jedna z konkurencji rozgrywanych w ramach pływania synchronicznego, podczas letnich igrzysk olimpijskich w 1984. Eliminacje odbyły się 6 sierpnia, a finał został rozegrany 9 sierpnia.
8 sierpnia z kolei miały miejsce obowiązkowe ćwiczenia będące kwalifikacjami do zawodów w konkurencji zarówno indywidualnie, jak i w duetach. Wyniki stamtąd były później uwzględnione w fazie eliminacyjnej, do której zgłoszono osiemnaście reprezentacji po dwie zawodniczki każda. Osiem najlepszych duetów w fazie eliminacji awansowało do finałowej rywalizacji.
Zawody w tej konkurencji wygrały reprezentantki Stanów Zjednoczonych Tracie Ruiz oraz Candy Costie. Drugą pozycję zajęły zawodniczki z Kanady Sharon Hambrook oraz Kelly Kryczka, trzecią zaś reprezentujące Japonię Saeko Kimura oraz Miwako Motoyoshi.

## Wyniki
| Miejsce | Zawodniczki                         | Państwo             | Ćw. kwalif. | Ćw. kwalif. | Eliminacje | Eliminacje | Finał   | Finał   |
| Miejsce | Zawodniczki                         | Państwo             | Wynik       | Miejsce     | Wynik      | Miejsce    | Wynik   | Miejsce |
| ------- | ----------------------------------- | ------------------- | ----------- | ----------- | ---------- | ---------- | ------- | ------- |
| 01 !    | Tracie Ruiz Candy Costie            | Stany Zjednoczone   | 96,584      | 1.          | 194,984    | 1.         | 195,584 | 1.      |
| 02 !    | Sharon Hambrook Kelly Kryczka       | Kanada              | 96,034      | 2.          | 193,834    | 2.         | 194,234 | 2.      |
| 03 !    | Saeko Kimura Miwako Motoyoshi       | Japonia             | 90,992      | 3.          | 187,792    | 3.         | 187,992 | 3.      |
| 4.      | Caroline Holmyard Carolyn Wilson    | Wielka Brytania     | 89,650      | 4.          | 182,250    | 4.         | 184,050 | 4.      |
| 5.      | Edith Boss Karin Singer             | Szwajcaria          | 87,109      | 5.          | 178,509    | 5.         | 180,109 | 5.      |
| 6.      | Catrien Eijken Marijke Engelen      | Holandia            | 87,058      | 6.          | 178,058    | 6.         | 179,058 | 6.      |
| 7.      | Pascale Besson Muriel Hermine       | Francja             | 85,909      | 7.          | 176,309    | 7.         | 176,709 | 7.      |
| 8.      | Claudia Novelo Pilar Ramírez        | Meksyk              | 85,209      | 8.          | 175,409    | 8.         | 176,409 | 8.      |
| 9.      | Gudrun Hänisch Gerlind Scheller     | RFN                 | 84,567      | 9.          | 174,367    | 9.         | NQ      | NQ      |
| 10.     | Eva-Maria Edinger Alexandra Worisch | Austria             | 82,767      | 10.         | 171,367    | 10.        | NQ      | NQ      |
| 11.     | Paula Carvalho Tessa                | Brazylia            | 82,092      | 11.         | 166,292    | 11.        | NQ      | NQ      |
| 12.     | Katie Sadleir Lynette Sadleir       | Nowa Zelandia       | 79,442      | 12.         | 164,642    | 12.        | NQ      | NQ      |
| 13.     | Donella Burridge Lisa Steanes       | Australia           | 79,192      | 13.         | 164,592    | 13.        | NQ      | NQ      |
| 14.     | Ximena Carias Maribel Solís         | Dominikana          | 77,817      | 14.         | 158,017    | 14.        | NQ      | NQ      |
| 15.     | Katia Overfeldt Patricia Serneels   | Belgia              | 75,366      | 15.         | 156,566    | 15.        | NQ      | NQ      |
| 16.     | Mónica Antich Ana Tarrés            | Hiszpania           | 73,551      | 16.         | 154,151    | 16.        | NQ      | NQ      |
| 17.     | Dahlia Mokbel Sahar Faruq           | Egipt               | 70,266      | 17.         | 150,866    | 17.        | NQ      | NQ      |
| 18.     | Esther Croes Nicole Hoevertsz       | Antyle Holenderskie | 65,484      | 18.         | 141,884    | 18.        | NQ      | NQ      |